# Эпиктет
Эпикте́т (др.-греч. Έπίκτητος; ок. 50, Гиераполь, Фригия — 138, Никополь, Эпир) — древнегреческий философ-стоик; раб в Риме, потом вольноотпущенник; основал в Никополе философскую школу.
Проповедовал идеи стоицизма: основная задача философии — научить различать то, что находится в нашей власти, а что — нет. Нам неподвластно всё находящееся вне нас, телесное, внешний мир. Не сами эти вещи, а только наши представления о них делают нас счастливыми или несчастными; но наши мысли, стремления, а следовательно, и наше счастье подвластны нам.
Сам Эпиктет не писал трактатов. Выдержки из его учения, известные под названиями «Беседы» (Διατριβαί) и «Руководство» (Έγχειρίδιον) сохранились в записи его ученика Арриана. Последний (более короткий) текст был особенно популярен: он был переведён на латынь, неоднократно комментировался философами и богословами. Лекции стоика Музония Руфа проходили в Риме, в числе слушателей бывал и Эпафродит — хозяин Эпиктета, сопровождаемый своим рабом.

## Биография
Эпиктет родился в Гиераполисе, во Фригии, в 50 году н. э. Его настоящее имя неизвестно, слово epíktētos (ἐπίκτητος) на греческом означает «прикупленный». Известно, что его мать была рабыней, а сам он был привезен в Рим, где стал рабом Эпафродита, императорского вольноотпущенника, секретаря Нерона.
Однажды, когда хозяин в гневе начал избивать раба, Эпиктет невозмутимо сказал: «Ты мне ногу сломаешь», когда же тот и в самом деле сломал ему ногу, хладнокровно добавил: «Разве я не говорил, что сломаешь?». Эпафродит удивился терпению своего раба и устыдился своей жестокости, а Эпиктет остался хромым на всю жизнь.

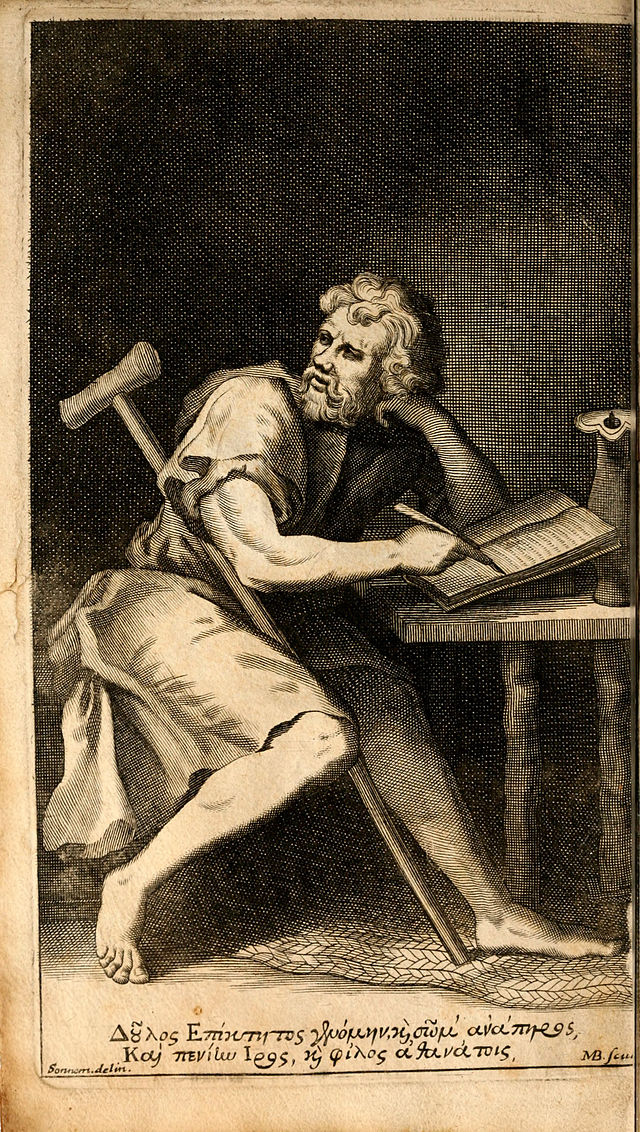
Эпиктет. Гравюра.

Эпиктет всегда исполнял своё дело расторопно и хорошо, причём поступал так не из страха наказания, как другие рабы, а охотно и радостно, нисколько не стыдясь своего рабского положения. Известно, что в Риме он изучал философию под руководством Эврата и стоика Музония Руфа. Неизвестно, когда и кто освободил Эпиктета, но в 94 году император Домициан изгнал из Рима многих философов, в том числе Эпиктета, который был на тот момент вольноотпущенным.
Покинув Италию, он основал в Никополе, столице греческой провинции Эпир, свою философскую школу, имевшую огромный успех. Мудрые речи Эпиктета, его искренность, красноречие и сердечное расположение ко всем людям покоряли его собеседников. Вернувшись в Рим при императоре Траяне, Эпиктет стал знаменитым. Слушать его приходили многие знатные римляне, в том числе и сенатор Флавий Арриан, ставший его учеником и записавший философские беседы Эпиктета. Эпиктет и в жизни следовал принципам того учения, которое он проповедовал. Несмотря на пришедшую к нему славу и покровительство императора, он оставался таким же непритязательным в быту, как в годы безвестности. Всё имущество Эпиктета состояло из соломенной подстилки, деревянной скамьи и глиняной лампы. Он не был женат. Строгость его моральных правил и верность принципам благородной бедности вызывали к нему глубокое уважение не только у современников, но и у последующих поколений.
Умер он в глубокой старости в середине II века. На могиле Эпиктета была выбита эпитафия: «Раб Эпиктет, хромой и бедный, как Ир, друг бессмертных».

## Философия
Эпиктет принадлежит к школе позднего стоицизма, который он стремился очистить от эклектизма, базируясь на его родоначальниках, особенно на Хрисиппе. Вместе с тем, Эпиктет заметно отступает от своих учителей в те моменты, когда его мораль получает религиозную окраску. Этика Эпиктета лишена стоической суровости; по Эпиктету все люди — братья, будучи детьми одного и того же отца; если люди поступают дурно, то это главным образом потому, что они не знают, что такое добро и зло. Эпиктет, бывший сам отпущенным на волю рабом, учил гуманному отношению к рабам. Стоический космополитизм, связанный с падением политического строя античных городов-государств, нашёл в нём яркого выразителя; по учению Эпиктета, каждый человек должен считать себя гражданином не того или другого города, а гражданином мира.
О вселенной
Вселенная у Эпиктета — «наилучшая из возможных»; она предстаёт как сочетание двух начал: разумного (логос) и созидающего (природа). Логос отвечает за единство и порядок мироздания, в результате чего природа, управляемая законами, оказывается разумной и познаваемой.
О Боге
Бог, создавший мир и управляющий им, бесконечно благ и мудр. Лучи его благой мудрости отражаются в разуме человека. «Что же есть сущность бога? Плоть? Ни в коем случае. Земля? Ни в коем случае. Ум, знание, разум правильный». И потому истинное назначение человека в том, чтобы развивать в себе это божественное начало — логос, исполнять волю бога, умножать его славу.
О человеческой природе
Человеческий дух, по Эпиктету, сродни божеству, человек — это «сын Зевса», отсюда вложено в него сознание нравственного долга, мирового гражданства, братской любви. «Природа наша состоит из двух составных частей — из тела, что представляет в нас общность с животными, и из разума и мысли, что представляет в нас общность с богами». Эпиктет резко отделяет дух от тела: тело состоит из грязи и праха, оно подвластно внешней необходимости; душа же свободна и подвластна лишь Богу.
О добродетельной жизни
Добродетельная жизнь есть совершенное осуществление человеческой природы. Совершенно по природе то, что соответствует своему назначению. «Ты — человек, то есть смертное живое существо, способное пользоваться представлениями разумно. А что значит разумно? Согласно с природой и совершенным образом». Нельзя желать, чтобы вещи существовали иначе, — надо, чтобы индивидуум обретал гармонию с Логосом вселенной. С точки зрения Эпиктета, «главное — иметь здравые представления о бытии богов и их мудром управлении Вселенной».
О философии и философах
По Эпиктету, человеческие существа — единственные в мире, обладающие логосом, задающим цель жизни. Целью же является обретение добродетели, согласной с разумом. В пределе своём именно такую модель существования и представляет жизнь философов. Понимание и здравые представления приходят вместе с постижением истинной природы мира и подлинной природы человека. Такое понимание, считал Эпиктет, предполагает постоянные упражнения в его обретении: «Мудрым можно назвать человека только тогда, когда он не только разумно рассуждает, но и на деле старается поступать согласно тому, что он говорит».
О свободе
Главная задача Эпиктета — научить, как при любых обстоятельствах сохранять свободным свой внутренний мир. Основное, из чего следует исходить: боги дали нам во власть не внешнее (тело, имущество, близких, жизнь), а лишь нашу способность выносить на основе внешних впечатлений правильные суждения, дали свободу выбора и отказа, желания и отвращения. Пользуясь этой способностью, человек будет свободен, он не будет ни к чему привязываться и будет всё воспринимать как волю богов. Подчиниться божьей воле, исполнить её — значит быть свободным.